# التحالف الديمقراطي (تونس)
التحالف الديمقراطي، هو حزب سياسي تونسي أسس عام 2012. أعلن عن الحزب رسميا اثناء ندوة صحفية في 8 نوفمبر 2012. انصهر الحزب في 15 أكتوبر 2017 في حزب التيار الديمقراطي.

ضمت هيئته التسييرية الموقئة 13 عضوا منهم 5 أعضاء في المجلس الوطني التأسيسي. تشكل الحزب اثر تقارب النواب المنسحبين من الحزب الديمقراطي التقدمي ضمن التيار الإصلاحي مع حزب الإصلاح والتنمية بقيادة محمد القوماني إضافة إلى سياسيين مستقلين مثل وزير الفلاحة السابق مختار الجلالي كما أعلن وزير الداخلية السابق فرحات الراجحي عن نيته الالتحاق بالحزب ما ان يتفرغ من سلك القضاء. دخل التحالف في جانفي 2013 في مشاورات غير مثمرة مع الترويكا الحاكمة لدخول الحكومة. ادّى رفض المشاركة إلى مغادرة القوماني، الذي اقترح عليه حقيبة التربية، للحزب. كان من المقرر أن يقيم الحزب مؤتمره التأسيسي يومي 26 و27 جانفي 2013 إلا أنه وقع تأجيله إلى شهر أفريل.

في 15 أكتوبر 2017، تم توقيع بروتوكول انصهار بين التحالف الديمقراطي وحزب التيار الديمقراطي، أصبح محمد بن مبروك الحامدي بمقتضاه نائب أمين عام التيار الديمقراطي.

## مبادئ الحزب
أعلن الحزب في وثيقته التأسيسية أنه يسعى إلى:
- بناء حزب سياسي وازن وفاعل منحاز إلى الثورة وملتزم بتحقيق أهدافها، يتبنى مبادئ الحرية والمواطنة والعدالة الاجتماعية، ويعتمد توجها ديمقراطيا اجتماعيا ويستند إلى الثقافة العربية الإسلامية وإلى قيم الحداثة والتقدم.
- حزب يتوفّر على مقومات القوة التي تضمن له التأثير في الحياة السياسية الوطنية بما يساهم في إعادة تشكيل الخارطة الحزبية ويساعد على بناء ديمقراطية تشاركية وارساء دعائم الحكم الرشيد.
- حزب يعطي الأولوية للبرنامج السياسي والمهام ويقدم الحلول والمقترحات العملية ويعمل كحركة سياسية واسعة تضم تيارات تشترك في التوجهات العامة وتسعى إلى توفير شروط الفاعلية (كتلة نيابية، مشاركة نسائية فاعلة، منظمة شبابية قوية، خبراء وإطارات نوعية، شخصيات اعتبارية، قيادات مركزية وجهوية ذات مصداقية واشعاع...)

والتحالف الديمقراطي حسب وثيقته التأسيسية:
- حزب سياسي يتأسس على مبادئ الحرية والمواطنة وقيم الديمقراطية والجمهورية ومدنية الدولة ومنظومة حقوق الإنسان الكونية بأجيالها المتعاقبة.
- يعمل من أجل قضاء مستقل وعادل واعلام حر ونزيه.
- يعتبر الإسلام قاسما مشتركا بين التونسيين ويرفض اعتماده عاملا للتفرقة الحزبية بينهم. ينبذ العنف والتطرف مهما كان مأتاهما.
- متأصل في محيطه الوطني وينزل خطابه في السياق المغاربي والعربي.
- حزب ينتصر للمحرومين والجهات المهمشة ويسعى إلى بناء اقتصاد وطني، مستقل، متوازن، يحقق سيادة الشعب على ثروات البلد ويضمن تكافؤ الفرص والتوزيع العادل للثروة بين الجهات والفئات.
- يدافع عن السيادة الوطنية ويرفض كل أشكال التدخل الأجنبي ويسعى إلى الربط بين خط المقاومة والثورات العربية وينحاز إلى الحق الفلسطيني وإلى كل قوى التحرر الوطني والاجتماعي.

## الهيئة التسييرية للحزب
كانت الهيئة التسييرية قبل تغييرها تتكون من:
- محمد الحامدي (منسق عام)
- أعضاء:

، نجلاء بوريال، المهدي بن غربية، محمود البارودي، المنصف شيخ روحه
.

## نواب الحزب في المجلس التأسيسي
يملك الحزب 10 مقاعد في المجلس التأسيسي وهم منضوون في الكتلة الديمقراطية. انتخب كلهم على قائمة الحزب الديمقراطي التقدمي باستثناء عبد القادر بن خميس الذي كان ينتمي إلى حزب التكتل.
- محمد الحامدي عن دائرة مدنين
- المهدي بن غربية عن دائرة بنزرت
- المنصف شيخ روحه عن دائرة تونس 1
- نجلاء بوريال عن دائرة نابل 1
- محمود البارودي عن دائرة نابل 2
- شكري يعيش عن دائرة صفاقس 2
- محمد قحبيش عن دائرة سوسة
- جمال قرقوري عن دائرة صفاقس 1
- شكري القسطلي عن دائرة باجة
- شفيق زرقين عن دائرة توزر

## الانتخابات التشريعية 2014
في الانتخابات التشريعية الأخيرة التي جرت في تونس يوم 26 أكتوبر 2014، لم يفز الحزب إلا بمقعد واحد للنائب المهدي بن غربية عن دائرة بنزرت وقد استقال هذا الأخير من الحزب بعد فترة.

## وصلات خارجية
- الصفحة الرسمية للتحالف على فايسبوك  على فيسبوك.